# Tamotsu Asakura
Tamotsu Asakura (朝倉 保, Asakura Tamotsu) was een Japans voetballer die als middenvelder speelde.

## Japans voetbalelftal
Tamotsu Asakura maakte op 27 augustus 1927 zijn debuut in het Japans voetbalelftal tijdens een Spelen van het Verre Oosten tegen China. Tamotsu Asakura debuteerde in 1927 in het Japans nationaal elftal en speelde 2 interlands.

## Statistieken
| Japans voetbalelftal | Japans voetbalelftal | Japans voetbalelftal |
| Jaar                 | Wed.                 | Dlp.                 |
| -------------------- | -------------------- | -------------------- |
| 1927                 | 2                    | 0                    |
| Totaal               | 2                    | 0                    |